# Дрэгер, Дональд Фредерик
Дональд «Донн» Фредерик Дрэгер (англ. Donald "Donn" Frederick Draeger, 15 апреля 1922, Милуоки, штат Висконсин — 20 октября 1982, Милуоки, штат Висконсин) — американский специалист в области боевых искусств, писатель, популяризатор дзюдо в США и один из первых западных практикантов в Японии. Дональд Дрэгер вывел изучение боевых искусств на новый уровень, сделав их доступной темой для академических исследований.
Дрэгер является обладателем кёси мэнкё (лицензии на преподавание) школы Тэнсин Сёдэн Катори Синто-рю, 5-го дана в дзюдо, 7-го дана в кэндо, 7-го дана в иайдо и 7-го дана в дзёдо. Он обучался у таких учителей, как Отакэ Рисукэ, Масатоси Накаяма и других.

## Биография

### Ранние годы
Дональд Фредерик Дрэгер родился в Милуоки, штат Висконсин, 15 апреля 1922 года. Родители — Фрэнк и Ирма Дрэгер. В 1940 году Дональд проживал в Милуоки со своим отцом, мачехой Дорой, двумя сводными братьями, отчимом отца и матерью. 8 июня 1949 года он женился в городе Блуфилд, Западная Виргиния. На протяжении двух последующих лет у него родились два сына. Весной 1951 года семья подала на развод.

### Военная служба
Дрэгер служил в Корпусе морской пехоты США с 1943 по 1956 год. В январе 1943 года он приступил к прохождению программы подготовки курсантов в рекрутском депо морской пехоты города Сан-Диего, Калифорния. После её окончания Дрэгер поступил в школу подготовки офицеров корпуса морской пехоты (англ. Officer Candidates School) в Куантико, штат Виргиния. В апреле 1943 года ему было присвоено звание второго лейтенанта.
Дрэгер получил специализированную подготовку в качестве офицера войск связи, и в октябре 1944 года был командирован в батальон связи 5-го десантного корпуса морской пехоты. На протяжении февраля и марта 1945 года участвовал в битве за Иводзиму.
В апреле 1945 года Дрэгер был повышен до первого лейтенанта и переведен в III морской десантный корпус, который вёл подготовку к запланированному вторжению в Японию. Однако вместо этого по окончании Тихоокеанской войны в августе 1945 года, III морской десантный корпус выдвинулся в Северный Китай с целью принять капитуляцию японских солдат. С октября 1945 по февраль 1946 года Дрэгер служит в подразделении связи в Тяньцзине, Китай.
Дональд Дрэгер вернулся в США весной 1946 года и продолжал службу в морской пехоте в течение года в штатах Иллинойс, Мичиган и Висконсин.
В январе 1947 года он был переведен на базу КМП США «Кэмп-Лежен», Северная Каролина. В это время он получает звание капитана, командует ротой и тренирует команду по дзюдо.
На протяжении лета 1951 года Дрэгер находился в Корее, где он служил в качестве офицера связи в 1-й дивизии морской пехоты. В это время в его вторичные обязанности входило преподавание дзюдо в дивизионной зоне снабжения, недалеко от уезда Хончхон.
В октябре 1952 года Дрэгер был переведен в штаб-квартиру морской пехоты, где его прямой обязанностью была работа с Межамериканским комитетом обороны (англ. Inter-American Defense Board). Для этой цели ему было присвоено звание майора. По завершении работы с комитетом Дрэгер вернулся к своему постоянному званию капитана и был освобождён от службы 30 июня 1956 года.

### Образование
В 1956 году Дрэгер поступил в Джорджтаунский университет в Вашингтоне, округ Колумбия, а в 1959 году получил степень бакалавра наук от Софийского университета в Токио.

### Боевые искусства
По некоторым данным, Дрэгер приступил к изучению боевых искусств в возрасте около 7 или 8 лет, проживая в Чикаго. Изначально он обучался искусству дзюдзюцу, но после занялся дзюдо и в возрасте 10 лет получил 2-й кю.
К 1948 году Дональд стал обладателем 4 дана по дзюдо. По некоторым предположениям он получил эту степень, находясь в Китае в 1946 году. В городе Тяньцзинь он находился на обучении у известного инструктора по дзюдо Майка Матвея (англ. Mike Matvey).
В 1952 году Дрэгер был одним из лидеров недавно созданной Ассоциации Черных Поясов Дзюдо США (англ. US Judo Black Belt Association), которая являлась первой организацией по дзюдо на национальном уровне в Северной Америке. Она выступала предшественником того, что позже стало именоваться Федерацией Дзюдо США. на тот момент Дрэгер занимал должности вице-президента Пан-Американской ассоциации по дзюдо и председателя Комитета по связям с общественностью ассоциации любительского дзюдо Соединённых Штатов. Кроме того он способствовал распространению дзюдо по всему Срединно-Атлантическому региону США.
В 1953 году Дрэгер официально представлял интересы дзюдо США во время международных конкурсов, проводимых на Кубе и в Бельгии, а в 1964 году он был представлен как представитель Любительского атлетического объединения дзюдо США (англ. United States Amateur Athletic Union) в Японии, во время ожидания решения о включении дзюдо в состав Олимпийских игр.
Дональд Дрэгер принимал активное участие в различных мероприятиях по дзюдо, проводимых в Японии. Так, например, в 1961 году он, совместно с британским спортсменом Джоном Корнишем, были первыми не-японскими спортсменами, выбранными для демонстрации нагэ но ката во время проведения Всеяпонского чемпионата по дзюдо. Дрэгер являлся членом организации Нихон Кобудо Синкокай (англ. Nihon Kobudo Shinkokai), старейшей японской культурной организации по изучению и сохранению классических боевых искусств. Он стал первым иностранцем, который практиковал знания школы Тэнсин Сёдэн Катори Синто-рю и получил в ней статус лицензированного инструктора. Помимо этого Дрэгер достиг высоких результатов и степень в таких стилях, как Синто Мусо-рю дзёдо и кэндо.
Дрэгер изучал эволюцию и развитие бойцовских качеств человека и находился в должности директора Международного Гаплологического общества (англ. International Hoplology Society) в Токио вплоть до своей смерти.

### Поздние годы
В последние годы своей жизни Дрэгер проводил по четыре месяца в год, путешествуя по всей Азии. Во время таких поездок он посещал различные школы боевых искусств и обучался их техникам, анализируя и записывая их. Эти исследования послужили материалом для многочисленных статей в различных журналах о боевых искусствах и легли в основу его книг.
За свою жизнь Дрэгер проживал в Японии, Китае, Монголии, Корее, Малайзии и Индонезии. В 1979 году он и его команда посетили остров Суматра. Во время посещения народа Ачех вся группа была отравлена, возможно, намеренно. В результате у Дрэгера развилась тяжёлая амёбная дизентерия, которая привела госпитализации. Дональд начал стремительно терять вес, становясь всё более слабым. Его ноги начали опухать, в результате чего он испытывал сильную боль и не мог самостоятельно ходить.
Во время лечения в Медицинском центре армии им. Триплера в Гонолулу у Дрэгера был обнаружен рак печени. 20 октября 1982 года Дональд Дрэгер скончался от метастазы рака в больнице ветеранов в Милуоки, штат Висконсин.
Дрэгер похоронен на Национальном кладбище Вуд города Милуоки 25 октября. Его могила находится в 4 секции, объект № 377.

## Писательская и актёрская деятельность
Дональд Дрэгер написал множество книг и статей на тему азиатских боевых искусств. Его наиболее влиятельные труды — книги «Азиатские боевые искусства» (написана совместно с Робертом Смитом) и «Классическое будзюцу. Боевые искусства и боевые пути Японии» (в 3-х томах). По состоянию на 2012 год многие из его произведений до сих пор остаются в печати.
Кроме писательской деятельности Дрэгер некоторое время работал в кино. В частности, он служил координатором сцен боевых искусств для фильма о Джеймсе Бонде «Живёшь только дважды», где он дважды выступал дублёром актера Шона Коннери. Кроме того Дрэгер присутствует в, как минимум, одном документальном фильме о японских боевых искусствах.

## Публикации
- Донн Ф. Дрэгер. Классические будзюцу = Classical Bujutsu. — София, 2000. — 112 с. — ISBN 5-220-00404-2.
- Донн Ф. Дрэгер. Современные будзюцу и будо = Modern Bujutsu & Budo. — ФАИР-ПРЕСС, 2001. — 368 с. — ISBN 5-8183-0296-2.
- Донн Ф. Дрэгер. Классическое будо = Classical Budo (англ.). — 2 изд. — Weatherhill, 2007. — 128 p. — ISBN Weatherhill.
- Донн Ф. Дрэгер. Техника дзюдо = Judo Formal Techniques: A Complete Guide to Kodokan Randori no Kata / пер. Екатерина Гупало. — 2003. — ФАИР-ПРЕСС. — 592 с. — ISBN 5-8183-0613-5.
- Донн Ф. Дрэгер, Роберт Смит. Comprehensive Asian Fighting Arts (Bushido--The Way of the Warrior) (англ.). — Kodansha USA, 1981. — 208 p. — ISBN 978-0870114366.
- Донн Ф. Дрэгер, Пэн Че Ким. Шаолинь. Лохань кун-фу = Shaolin Lohan Kung-Fu / пер. В. Цветков. — АСТ, Астрель, 2005. — 176 с. — ISBN 985-13-4365-X.
- Донн Ф. Дрэгер. Ниндзюцу - искусство невидимок. Факты, легенды, техники = Ninjutsu: The Art of Invisibility (Tuttle Martial Arts). — Феникс, 2002. — 160 с. — ISBN 5-222-02184-X.
- Донн Ф. Дрэгер. Боевые искусства Азии = Asian Fighting Arts (англ.). — Kodansha USA, 1978. — 207 p. — ISBN 978-0870110795.
- Донн Ф. Дрэгер, Cheong Cheng Leong. Phoenix-Eye Fist: A Shaolin Fighting Art of South China (англ.). — Weatherhill, 1997. — 172 p. — ISBN 978-0834801271.
- Донн Ф. Дрэгер. Оружие и Боевые искусства Индонезии = The Weapons and Fighting Arts of Indonesia (англ.). — Tuttle Publishing, 2001. — 256 p. — ISBN 978-0804817165.
- Донн Ф. Дрэгер. Японское искусство фехтования: техника и практика = Japanese Swordsmanship: Technique And Practice (англ.). — Weatherhill, 1982. — 312 p. — ISBN 978-0834802360.
- Донн Ф. Дрэгер, Говард Александр, Кентен Чемберс. Пенчак-Силат: Индонезийское боевое искусство = Pentjak-Silat The Indonesian Fighting Art (англ.). — 1 изд. — Kodansha International, 1970. — 143 p. — ISBN 978-0870111044.
- Донн Ф. Дрэгер, Кентен Чемберс. Яванский Силат: Боевое искусство Перисай-дири = Javanese Silat: The Fighting Art of Perisai Diri (англ.). — 1 изд. — Kodansha Amer Inc, 1979. — 128 p. — ISBN 978-0870113536.